# Labidochromis
Genre
Labidochromis est un genre de poissons de la famille des Cichlidae. Toutes ses espèces sont endémiques du lac Malawi.

## Description
Les espèces du genre Labidochromis sont classées parmi les cichlidés nains endémiques du lac Malawi. Ces poissons mesurent généralement entre 7 et 8 cm de longueur, avec des cas plus rares pouvant aller jusqu'à 10 cm. Leur principale caractéristique morphologique réside dans leurs dents, qui sont soit unicuspides soit bicuspides, orientées vers l'avant et situées sur la rangée externe de la dentition. Ces dents spécialisées permettent aux Labidochromis de sélectionner des invertébrés spécifiques parmi les formations rocheuses. Certaines espèces de ce genre ne manifestent pas un comportement territorial prononcé, y compris chez les mâles, et ont tendance à se déplacer en petits groupes.
Tous les membres du genre possèdent une bouche caractérisée par des lèvres charnues. De plus, un dimorphisme sexuel marqué peut être observé chez certaines espèces, où les mâles et les femelles présentent des différences morphologiques distinctes.

## Liste des espèces
Selon World Register of Marine Species (22 avril 2025) :
- Labidochromis caeruleus Fryer, 1956 (Labido jaune)
- Labidochromis chisumulae Lewis, 1982
- Labidochromis flavigulis Lewis, 1982
- Labidochromis freibergi Johnson, 1974
- Labidochromis gigas Lewis, 1982
- Labidochromis heterodon Lewis, 1982
- Labidochromis ianthinus Lewis, 1982
- Labidochromis lividus Lewis, 1982
- Labidochromis maculicauda Lewis, 1982
- Labidochromis mathotho Burgess & Axelrod, 1976
- Labidochromis mbenjii Lewis, 1982
- Labidochromis mylodon Lewis, 1982
- Labidochromis pallidus Lewis, 1982
- Labidochromis shiranus Lewis, 1982
- Labidochromis strigatus Lewis, 1982
- Labidochromis textilis Oliver, 1975
- Labidochromis vellicans Trewavas, 1935
- Labidochromis zebroides Lewis, 1982

### Espèces non décrites, variétés géographiques
Un grand nombre des espèces ci-dessus possèdent des variantes géographiques, influençant leurs caractéristiques méristiques et leur coloration. Ainsi un certain nombre d'entre elles peuvent apparaître sous différentes dénominations, ou comme étant des espèces non encore décrites, sur des sites aquariophiles en ligne (malawicichlides,...) ou disparus (aquabase, malawi-dream.info, fish-supplies...). Mais les sites scientifiques tels que  World Register of Marine Species, Fishbase, et ECoF, fondés les travaux scientifiques les plus récents, ne les retiennent pas. Elles doivent donc être considérées pour ce qu'elles sont, des variétés à usage aquariophile. Liste non exhaustive, :
- Labidochromis caeruleus, variétés "Chadagha", "Lion's Cove", "Mbowe Island", "Nkhali", "Nkhata Bay", "Ruarwe blanc", "Ruarwe orange"
- Labidochromis sp, variétés "hongi", "perlmutt", "perlmutt" Higga Reef, "kimpuma" Sambia Reef, "blue white" Tumbi Reef, "gigas mara" "Mara Rocks", "mbamba", "textilis blue", "textilis cobalt", "Lumessi", "chisumulae mbweca" "Mbweca", "hongi" "Hongi Island", "mbamba" "Mbamba Bay", "mbamba" "Ngkuyo Island"

## Systématique
Le nom valide complet (avec auteur) de ce taxon est Labidochromis Trewavas, 1935.

## Étymologie
Le genre Labidochromis Trewavas, 1935 tire son nom des termes « labido- », signifiant « forceps », et « chromis ». Le préfixe « labido- » fait référence aux dents antérieures orientées vers l'avant de l'espèce L. vellicans, qui lui confèrent une bouche semblable à des forceps. Cette caractéristique permet au poisson de prélever des insectes et des ostracodes des tapis d'algues. Le terme « chromis » remonte à Aristote et pourrait dériver de « chroemo », qui signifie « hennir », en référence à un tambour (Sciaenidae) et à sa capacité à produire du bruit. Ce nom a ensuite été étendu pour inclure les cichlidés, les demoiselles, les pseudochromis et les labres, tous des poissons perciformes autrefois considérés comme apparentés. Le terme « chromis » est fréquemment utilisé dans les noms de genres de cichlidés africains, à la suite de Chromis (aujourd'hui Oreochromis) mossambicus, décrit par Peters en 1852.

## Publication originale
- Trewavas, E. (1935). A synopsis of the cichlid fishes of Lake Nyasa. Annals and Magazine of Natural History (Series 10). v. 16 (no. 91) (art. 6): 65-118 [(en) lire en ligne (page consultée le 22 avril 2025)]

## Galerie

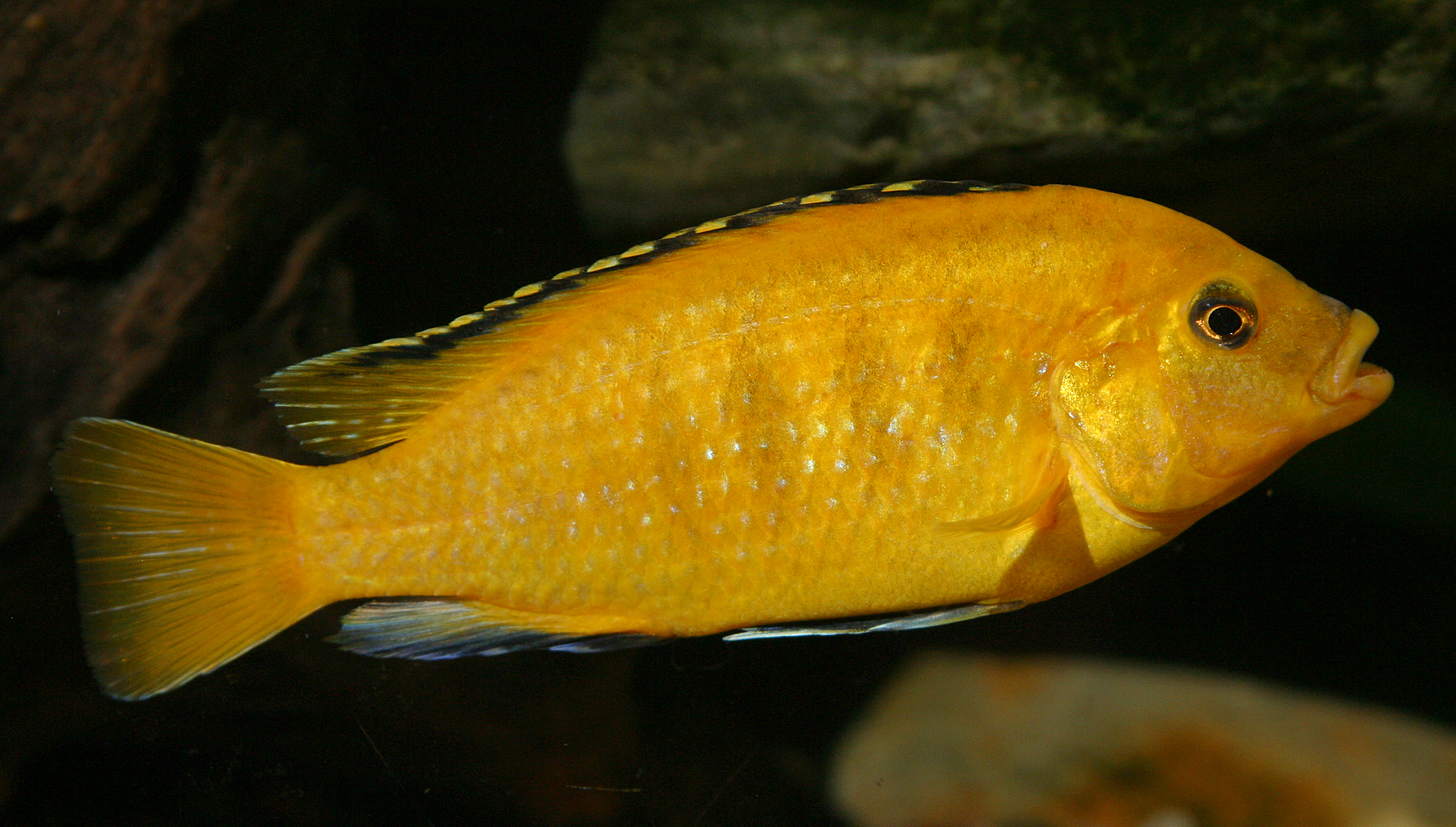
Labidochromis caeruleus

## Aquariophilie

### Croisement, hybridation, sélection
Il est recommandé de maintenir les espèces de ce genre Labidochromis seules ou en compagnie d'autres espèces d'autres genres, mais de provenance similaire (lac Malawi), afin d'éviter toute facilité de croisement. Le commerce aquariophile a également vu apparaître un grand nombre de spécimens provenant d'Asie notamment et aux couleurs des plus inhabituelles ou albinos, en raison de la sélection, hybridation et autres procédés chimiques mis en œuvre dans les laboratoires.